# Marlene Jensen
Marlene B J Jensen, född 21 maj 1971 i Ringe, Danmark, är en dansk handbollsspelare. 

## Karriär
Marlene Jensen spelade som ungdomsspelare för Gog och vann priset som årets ungdomsspelare i GOG 1987–1988. Hon spelade hela sin klubbkarriär på elitnivå i Gog mellan 1990 och 2001. Åren 2001–2002 varvade hon ner i Gudme HK och det gick alldeles "för bra" för man avancerade i seriesystemet.

### Landslagskarriären
Marlene Jensen debuterade 8 februari 1994 mot Sverige och spelade sista landskampen 2 september 1995 mot Frankrike. Sammanlagt spelade hon 18 landskamper och gjorde 17 mål. I sin landslagskarriär vann hon EM-guld med Danmark 1994.

### Fotnoter
1. ↑  ”EHF / Spelare Marlene B J Jensen”. Arkiverad från originalet den 6 mars 2019. https://web.archive.org/web/20190306234840/http://www.eurohandball.com/ec/city/men/1998-99/player/503818/Marlene+B.J.Jensen. Läst 5 mars 2019.
2. ↑  ”Gog priser”. Arkiverad från originalet den 6 mars 2019. https://web.archive.org/web/20190306234822/http://www.goghaandbold.dk/264-no-title.html. Läst 5 mars 2019.
3. ↑  ”Gudme sejrade sig till döds”. https://jyllands-posten.dk/sport/ECE3263037/Gudme-sejrede-sig-til-døde/. Läst 5 mars 2019.
4. ↑  ”DHDb / Marlene Jensen”. http://dhdb.hyldgaard-jensen.dk/spiller.php?id=7215. Läst 5 mars 2019.
5. ↑  ”haslund info / Marlene Jensen”. http://www.haslund.info/haandbold/20_dame/20_spillere/jenmar.asp. Läst 6 mars 2019.